# Limite de détection
 (janvier 2022).
Si vous disposez d'ouvrages ou d'articles de référence ou si vous connaissez des sites web de qualité traitant du thème abordé ici, merci de compléter l'article en donnant les références utiles à sa vérifiabilité et en les liant à la section « Notes et références ».
La limite de détection d'une méthode est la plus basse concentration pour un composé, analysé dans une matrice réelle, qui, lorsque traité à travers toutes les étapes d'une méthode complète, incluant les extractions chimiques et les prétraitements, produit un signal détectable avec une fiabilité définie, statistiquement différent de celui produit par un « blanc » dans les mêmes conditions.
En théorie du signal, la limite correspond à un rapport signal sur bruit égal à 1. Cette valeur est appelée puissance équivalente de bruit.

## Transmission d'information
Un rapport signal sur bruit de 1 correspond dans certains domaines à un taux d'erreur énorme ; c'est notamment le cas des transmissions numériques. Il existe donc une limite de détection pour chaque valeur de taux d'erreur que l'on se fixe. Des valeurs courantes se situent entre 10−9 et 10−14. Le terme de sensibilité (traduction de sensitivity) est parfois utilisé pour désigner cette quantité. Ces grandeurs sont utiles aussi bien pour les récepteurs optiques que pour les récepteurs électroniques.

## Enjeux
Ils sont particulièrement important dans le domaine de la santé et des études de principes actifs (ou de leurs métabolites). De même pour les analyses médicales (diagnostic, suivi thérapeutique, etc.) et plus généralement pour les études de pharmacocinétiques, toxicocinétiques, écotoxicologiques et d'évaluation environnementale (quantification et suivi des pollutions ou de carences en oligo-éléments en particulier). 
Chaque méthode analytique reconnue fait l'objet de tests et de validation permettant de juger de ses marges d'erreurs et donc de sa fiabilité.